# Плопій-Слевітешть (комуна)
Плопій-Слевітешть, Плопій-Слевітешті (рум. Plopii-Slăvitești) — комуна у повіті Телеорман в Румунії. До складу комуни входять такі села (дані про населення за 2002 рік):
- Бринковянка (1215 осіб)
- Дуду (925 осіб)
- Плопій-Слевітешть (834 особи) — адміністративний центр комуни

Комуна розташована на відстані 124 км на південний захід від Бухареста, 51 км на захід від Александрії, 80 км на південний схід від Крайови.

## Населення
За даними перепису населення 2002 року у комуні проживали 4897 осіб.
Національний склад населення комуни:
| Національність | Кількість осіб | Відсоток |
| -------------- | -------------- | -------- |
| румуни         | 4835           | 98,7%    |
| цигани         | 61             | 1,2%     |
| греки          | 1              | < 0,1%   |

Рідною мовою назвали:
| Мова      | Кількість осіб | Відсоток |
| --------- | -------------- | -------- |
| румунська | 4873           | 99,5%    |
| циганська | 23             | 0,5%     |
| грецька   | 1              | < 0,1%   |

Склад населення комуни за віросповіданням:
| Релігія       | Кількість осіб | Відсоток |
| ------------- | -------------- | -------- |
| православні   | 4826           | 98,6%    |
| бретрени      | 33             | 0,7%     |
| адвентисти    | 9              | 0,2%     |
| п'ятдесятники | 6              | 0,1%     |
| лютерани      | 3              | 0,1%     |
| римо-католики | 1              | < 0,1%   |
| реформати     | 1              | < 0,1%   |